# Manualismus
Manualismus (Handarbeit, Handhabung, Händigkeit) ist eine Unterrichtsmethode für gehörlose Schüler, bei der im Klassenzimmer Gebärdensprache verwendet wird. Der Manualismus entstand im späten 18. Jahrhundert mit der Einführung kostenloser öffentlicher Schulen für Gehörlose in Europa. Charles-Michel de L’Épée gründete die allererste Gehörlosenschule weltweit in Frankreich. Heute werden Manualismus-Methoden in Verbindung mit Oralismus-Methoden in den meisten Gehörlosenschulen in Form der kombinierten Methode verwendet.

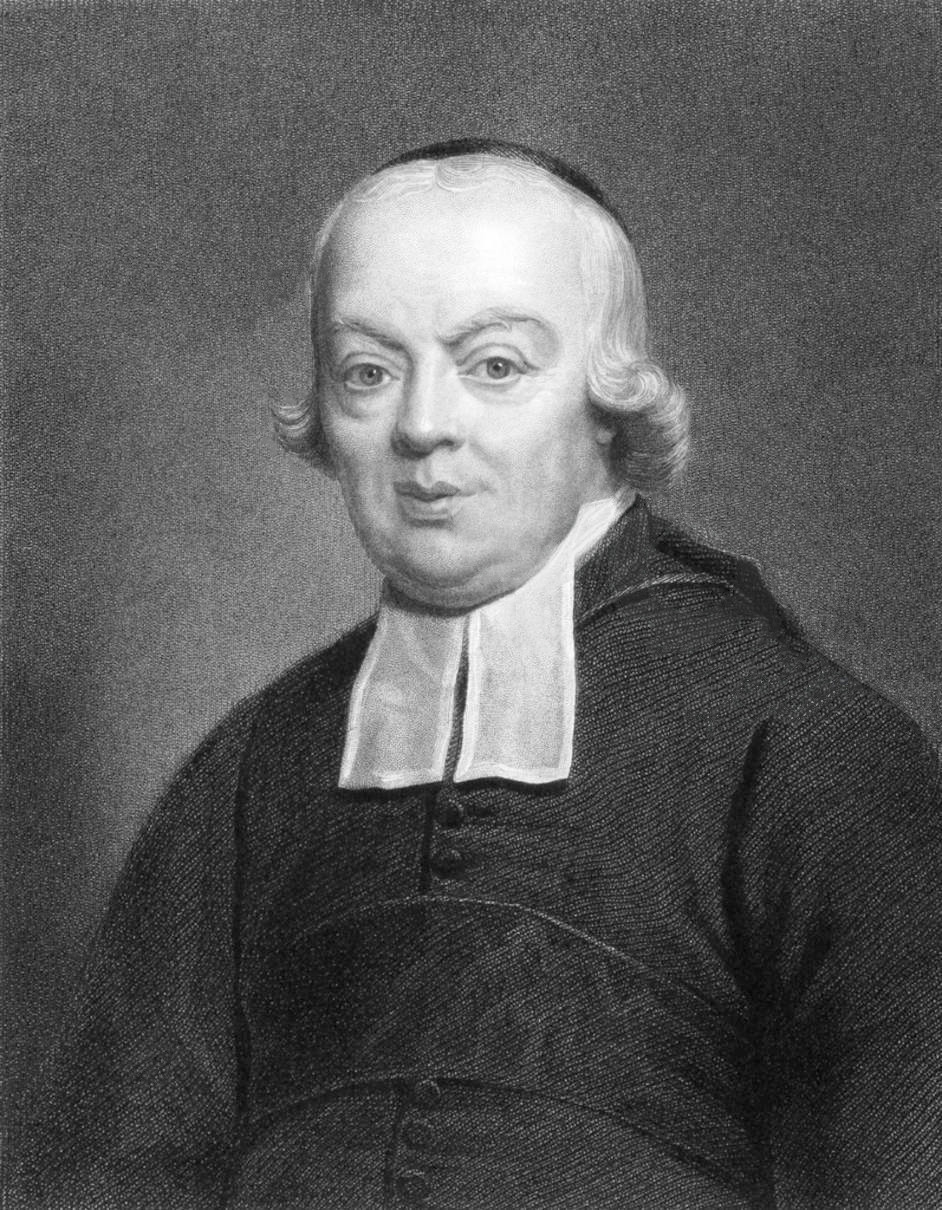
Abbe de l’Épée, Schöpfer der ersten Gehörlosenschule

## Ursprünge
Die ersten manuellen Schulen gab es in Paris. Abbe de l’Épée, ein katholischer Priester, begegnete zwei tauben Teenagern, als er eine Familie im armen Viertel der Stadt besuchte. Er beschloss, die Ausbildung der Mädchen selbst in die Hand zu nehmen und entwickelte eine Technik namens „methodische Zeichen“ aus den Gebärden, die die Mädchen bereits verwendeten, und kombinierte Methoden, die von den Schriften von Johann Konrad Ammann und Juan Pablo Bonet beeinflusst waren. Er entwickelte ein Fingeralphabet, um französische Wörter mit den Fingern buchstabieren zu können.
L’Épée eröffnete in seinem Haus in der Rue Moulins 14 (heute Rue Thérèse) eine kostenlose Nationalschule für Gehörlose. Nach seinem Tod im Jahr 1789 übernahm Abbé Roch-Ambroise Cucurron Sicard die Leitung der Schule. Sie wurde in Institut National de Jeunes Sourds de Paris umbenannt. Die Schule erhielt finanzielle Unterstützung von Einzelpersonen und Zuschüsse von Ludwig XVI.

## Veränderung
Bis in die 1860er Jahre blieb der manuelle Unterricht die wichtigste Unterrichtsmethode für Gehörlose. Dann begannen die Menschen, sich eher oralistischen Unterrichtsmethoden zuzuwenden: Lippenlesen und Sprachtraining. 1867 wurde in New York City die erste private Oralschule eröffnet. Die Oralbewegung kam auf dem Mailänder Kongress in vollem Gange, auf der Alexander Graham Bell erklärte, dass mündliche Methoden den manuellen Methoden überlegen seien. Nach der Konferenz gingen Schulen in ganz Europa und den Vereinigten Staaten zu Sprach- und Lippenlesen über und verbannten jegliche Gebärdensprache aus dem Klassenzimmer. Die Gehörlosencommunity blieb in dabei zurück, was manche das „dunkle Zeitalter“ nennen.

## Wiederbelebung

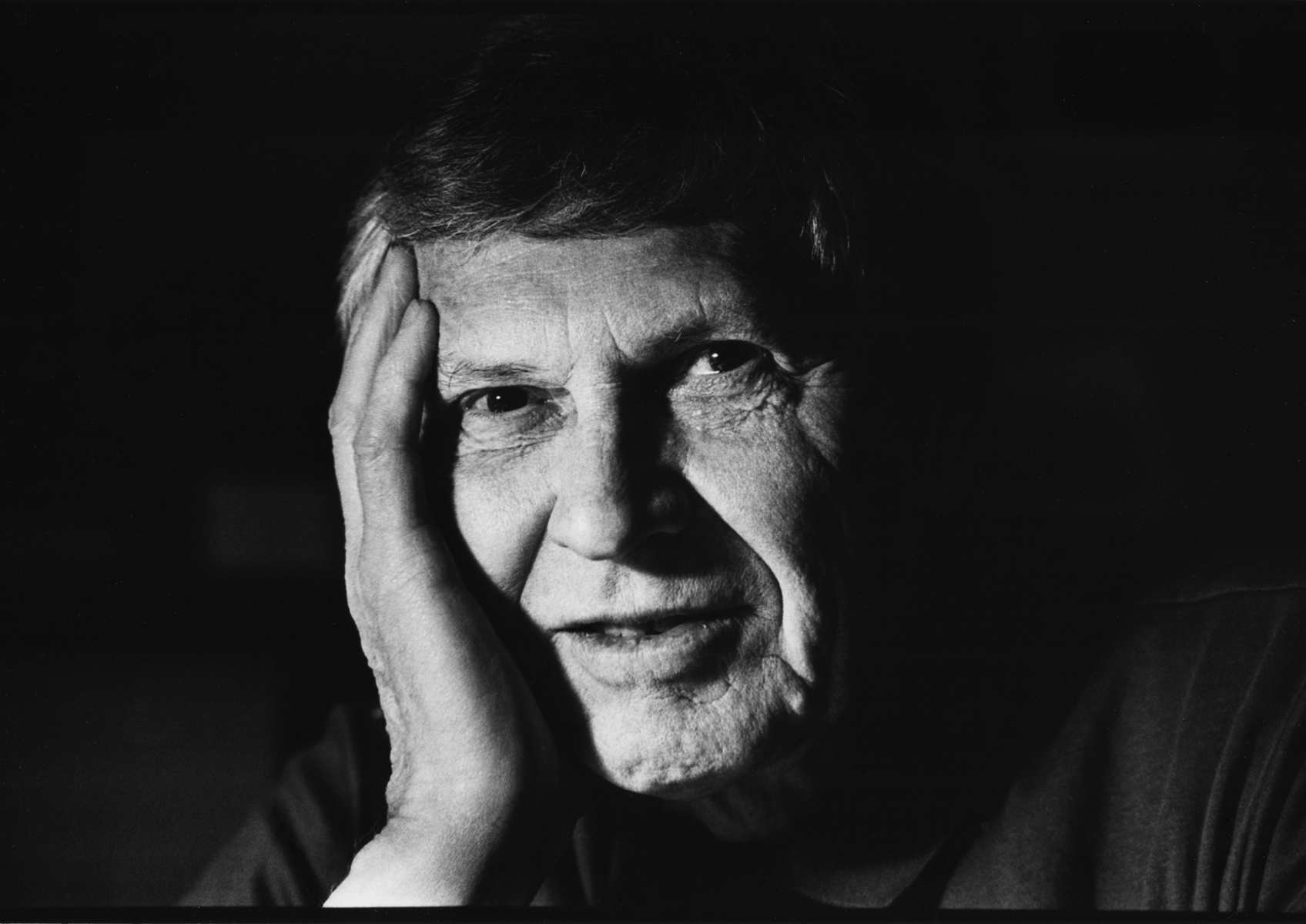
William Stokoe

Während seiner Arbeit an der Gallaudet University in den 1960er Jahren war William Stokoe der Ansicht, dass die American Sign Language eine eigenständige Sprache mit eigener, unabhängiger Syntax und Grammatik sei. Stokoe klassifizierte die Sprache in fünf Teile, die Handform, Handstellung, Ausführungsort, Bewegung und Gesichtsausdruck umfassten, in denen ein Großteil der Bedeutung der Gebärden sowie die Grammatik des ausgedrückten Satzes geklärt werden. Einige Gebärdensprachen, wie die American Sign Language, wurden als traditionelle Kommunikationsmethode für Gehörlose gefördert. Manualismus wird mit Oralismus als zeitgenössische Technik für die Ausbildung gehörloser Schüler kombiniert.